# 国鉄ヒ400形貨車
国鉄ヒ400形貨車（こくてつヒ400がたかしゃ）は、日本国有鉄道（国鉄）が1949年（昭和24年）度に製作した事業用貨車（控車）である。

## 概要
ヒ400形は、航送車両の鉄道連絡船への積み下ろし作業用の控車として1954年（昭和24年）の単年度のみにて製作された車両でトラ1形、トラ6000形、トラ20000形、ト20000形からの改造により合計7両（ヒ400 - ヒ406）が製作された。改造工事は幡生工機部（後の幡生工場）一か所のみで行われた。同年度に同じ幡生工機部から同じ種車（ト20000形）を用いてヒ300形が製作されているが両者の区別の根拠は不明である。製造後全車宇野駅へ常備された。
改造に際しては種車の上回りを撤去し手摺を設置したが、作業者用の控室はない。連結器は作業者の利便性（隣の車両への移動）を高めるため下作用式へ変更された。
走行装置は種車の違いにより、シュー式、一段リンク式である。1968年（昭和43年）10月1日ダイヤ改正では高速化不適格車とされて最高速度65 km/hの指定車となり、識別のため記号に「ロ」が追加され「ロヒ」となり黄1号の帯を巻いている。
最後まで在籍した車両が1979年（昭和54年）に廃車になり形式消滅した。